# Lenny Kravitz
Leonard Albert „Lenny” Kravitz (n. 26 mai 1964) este un cântăreț, compozitor și producător american, ale cărui compoziții incorporează elemente de rock, soul, funk, raggae, hard rock, folk și balade. A câștigat premiul Grammy pentru Best Male Rock Vocal Performance patru ani la rând, din 1999 până în 2002.
În data de 6 mai 2019, Lenny Kravitz a concertat în România.